# Lago Klenz
El lago Klenz (en alemán: Klenzsee) es un lago situado en el distrito de Llanura Lacustre Mecklemburguesa, en el estado de Mecklemburgo-Pomerania Occidental (Alemania), a una altitud de 57.5 metros; tiene un área de 74 hectáreas.
Se encuentra situado junto a la frontera con el estado de Brandeburgo.